# La morte d’Abel
La morte d’Abel figura di quella del nostro Redentore (deutsch: Der Tod Abels als Bild dessen unseres Erlösers) ist ein Libretto zu einer azione sacra in zwei Teilen von Pietro Metastasio. Es ist das dritte seiner sieben in Wien geschriebenen Oratorienlibretti und wurde ungefähr 40 Mal vertont. Erstmals aufgeführt wurde es in der Vertonung von Antonio Caldara am 8. April 1732 in der Hofburgkapelle in Wien.
In vielen Quellen wird fälschlicherweise als Komponist der ersten Vertonung Georg Reutter genannt. Dessen Werk verwendet jedoch ein Libretto von Leopoldo de Villati (gelegentlich wird auch irrtümlich Giuseppe Salio genannt) und wurde bereits am 13. März 1727 in Wien aufgeführt.
Eine deutsche Übersetzung des Librettos erschien 1753 und 1766 in Augsburg als Sprechdrama mit dem Namen Kain, der Brudermörder Abels in der Geistlichen Schaubühne des Ulmer Augustiners Peter Obladen.

## Handlung
Das Libretto behandelt die biblische Erzählung von Kain und Abel, den Söhnen Adams und Evas. Der Ackerbauer Kain beneidete seinen Bruder, den Hirten Abel, weil Gott dessen Opfer vorzog, und erschlug ihn schließlich.

„Obwohlen vermög göttlicher Schrift alles, was der Engel da redet, GOtt der HErr selbsten gesprochen; nichtsdestoweniger wird es erlaubet seyn, nach zuvor ergangener gebührender Hochachtung, den Meynungen jener Lehrer zu folgen, welche dafür halten, daß alle Erscheinungen, Offenbarungen, und göttliche Erleuchtungen, von welchen in dem alten Gesetze, und jenem der Gnaden, gemeldet wird; vermittelst der Engel den Menschenkindern zu- und vorgekommen. Dionys. c. 4. de cœlesti Hierar. D. Thom. in Ep. ad Hebr. c. 3. Lect. 1.
Die Beziehung und Uebereinstimmung des neuen mit dem alten Gesetze ist bekannt und klar; ja es ist auch allen Gläubigen bewußt, daß dieses von jenem nur in so weit unterschieden ist, als der Schatten des Bildes von dem Bilde selbsten, das Versprechen von der wirklichen Gabe, das Vorbild JEsu CHristi von Christo selbsten. Der Tod Abels (als das Absehen gegenwärtiger Handlung) stellet den Vätern sonnenklar vor jenen unseres Erlösers. Es wird demnach, um die Größe dieses Geheimnisses (so wir in diesen Tagen begehen) zu begreifen, sehr nützlich seyn, wenn wir erwägen, wie schon vor langer Zeit, und in den ersten Jahren der Welt, der göttlichen Vorsichtigkeit gefällig gewesen, selbe zuzubereiten, vorzubilden, und zu versprechen.“

### Erster Teil
Abel preist Gott für seine Güte. Als ihm sein Bruder Kain Heuchelei vorwirft, erzählt er von einem göttlichen Zeichen: Nach seinem letzten Dankopfer sei ein Feuer vom Himmel herabgestiegen und habe seine Gaben verbrannt. Kain dagegen hat keine solchen Erfahrungen gemacht. Ihre Mutter Eva kommt hinzu und bestätigt Abel, denn auch sie hat bereits ähnliches erlebt. Sie rät Kain, seine Zweifel abzulegen und sich keine Sorgen zu machen. Jeder, der seine Aufgaben erfüllt, sei Gott gefällig. Kain lässt sich jedoch nicht so leicht beruhigen. Als er wieder alleine ist, ergibt er sich den Neidgefühlen.
Ein Engel erscheint und verlangt von Kain Aufklärung über sein Verhalten. Er erinnert ihn daran, dass er, um Gerechtigkeit zu erlangen, zunächst seine eigene Schuld bekennen müsse. Kain fühlt sich ungerecht behandelt. Nach dem Spott Abels hat er auch noch einen Verweis erhalten. Sein Hass auf Abel wächst. Als Abel ihn anspricht, wirft Kain ihm vor, erneut prahlen zu wollen. Sein Wutausbruch gipfelt in dem Vorwurf, dass Abels Schuld gerade darin liege, dass er keine habe.
Adam kommt hinzu und bittet seine Söhne um Mäßigung. Kain verlangt von ihm, Abel zu tadeln, weil er hochmütig und unerträglich geworden sei. Adam jedoch rät ihm, Abel nicht zu beneiden, sondern seinen Tugenden nachzueifern. Er sorgt sich um Kains Zukunft und den Verlust seines Seelenheils. Kain fühlt sich von Allen angegriffen.
Eva versucht zu vermitteln. Sie meint, Kain habe keinen größeren Feind als sich selbst. Adam hält seine Seele für krank und fürchtet, ihre Bemühungen werden vergebens sein. Eva jedoch gibt die Hoffnung nicht auf. Sie bittet Kain, einzulenken, und seinen Bruder als Zeichen der Versöhnung zu umarmen. Kain weigert sich zunächst, und erst Evas Hinweis auf ihre Mutterliebe kann ihn umstimmen. Adam hat jedoch eine böse Vorahnung. Zum Abschluss des ersten Teils warnt der Chor vor den schlimmen Auswirkungen des Neides.

### Zweiter Teil
Kain hat sich entschlossen, seinen Bruder zu ermorden. Als Abel zu ihm kommt, grüßt er ihn jedoch freundlich und behauptet, seinen Groll aufgegeben zu haben. Er wolle nun auf dem Feld Gott ein neues Opfer bringen. Abel äußert den Wunsch, ihm zuzusehen. Bevor sich die beiden auf den Weg zum Feld machen, kommt Eva. Sie ist erfreut, die beiden in Freundschaft vereint anzutreffen. Abel verabschiedet sich ungewöhnlich innig von seiner Mutter. Die beiden Brüder gehen.
Eva ist gerührt über das Verhalten ihrer Söhne und erzählt Adam davon. Als sie ihm von dem geplanten Opfer berichtet, ist er jedoch besorgt. Er traut dem Frieden nicht und befürchtet eine Heimtücke Kains. Er macht sich auf die Suche nach ihnen.
Kain kehrt zu Eva zurück. Bereits an seinem Gang und seinen Blicken erkennt sie, dass etwas nicht stimmt. Als sie dann das Blut an seiner Kleidung bemerkt, fällt sie in Ohnmacht. Kain möchte fliehen, aber der Engel erscheint erneut und hält ihn auf: “Ferma Caino. / Il tuo germano Abelle / Dov’è?” („Steh still, Kain! Wo ist dein Bruder Abel?“) Kain antwortet ausweichend: “Nol so. Forse il custode io sono / Del mio german?” („Das weiß ich nicht. Bin ich denn meines Bruders Hüter?“) Der Engel erklärt ihm, dass eine Flucht sinnlos sei. Gott sei allwissend, und die Stimme von Abels Blut habe ihm bereits alles berichtet. Kain werde von nun an auf der Erde verflucht sein. Er habe aber nicht den Tod zu fürchten, sondern solle den Menschen lebend als abschreckendes Beispiel dienen. Die Erde werde ihm die Früchte für seine Arbeit versagen. Nachdem der Engel fort ist, erwacht Eva. Sie beklagt, im selben Augenblick beide Söhne verloren zu haben. Abel ist tot, und Kain des Brudermords schuldig. Kain hat nun die Schwere seiner Schuld erkannt und entfernt sich.
Adam kommt mit dem Leichnam Abels zurück. Nach einem Moment der Trauer prophezeit er, dass in der Zukunft ein „wahrer Abel“ (“vero Abelle”) die Menschheit durch sein Blut erlösen werde. Der Schlusschor des Oratoriums weist mit der Stimme Abels darauf hin, dass die Menschen zwar die Laster hassen, sie aber in sich selbst nicht sehen.

## Gestaltung
Die sieben Wiener Oratorien Metastasios stehen in der Nachfolge derjenigen seines Amtsvorgängers Apostolo Zeno. Einfachheit und Klarheit im Aufbau sind vorherrschend. Metastasio verzichtete innerhalb der Handlung auf göttliche und allegorische Personen und hielt sich an die drei Aristotelischen Einheiten von Raum, Zeit und Handlung. Daher werden viele Passagen nur rückblickend erzählt. Seine theologischen Interpretationen halten sich streng an die exegetischen Vorgaben der Kirche. An vielen Stellen gab er Belege in Form von Bibelstellen und Zitaten aus Schriften von Kirchenlehrern an. Wie in seinen Opernlibretti wird die Handlung in Rezitativen dargestellt, die in Da-Capo-Arien münden. Ensemblestücke und Chöre werden nur sparsam eingesetzt.

## Vertonungen
Folgende Komponisten vertonten dieses Libretto:
| Komponist                   | Uraufführung                                                                               | Aufführungsort | Anmerkungen |  |
| --------------------------- | ------------------------------------------------------------------------------------------ | -------------- | --- |  |
| Antonio Caldara             | 8. April 1732, Hofburgkapelle                                                              | Wien           | |  |
| Leonardo Leo                | 1738                                                                                       | Bologna        | auch zur Fastenzeit 1750 am Hof in Modena |  |
| Bracci                      | 1735                                                                                       |                | |  |
| Antonio Galeazzi            | 15. August 1735, Compagnia di Gesù                                                         | Macerata       | |  |
| Innocenzo Gigli             | 1737                                                                                       | Bologna        | |  |
| Domenico Valentini          | 12. Februar 1740                                                                           | Venedig        | 1741 im Oratorio di S. Filippo Neri in Rom aufgeführt; laut Grove Music Online war dies die Uraufführung. |  |
| Thomas Arne                 | 18. Februar 1744, Smock Alley Theatre                                                      | Dublin         | als The Death of Abel, Übersetzung vermutlich von Arne selbst; auch 1755 in London |  |
| Nicola Conti                | 1748, Congregazione dell’Oratorio di San Filippo Neri                                      | Neapel         | |  |
| Ambrogio Meli               | 1748                                                                                       | Florenz        | |  |
| Dolé                        | 1752                                                                                       |                | |  |
| Gottlob Harrer              | 20. April 1753, Nikolaikirche                                                              | Leipzig        | Libretto bearbeitet von Harrer als Tod Abels des Gerechten mit eingefügten Chorälen zur Einbettung in die protestantische Liturgie                                                                                 |  |
| Girolamo Abos               | 1754, Chiesa del Giesù                                                                     | Palermo        | |  |
| Giuseppe Zonca              | 10. März 1754, Hofkapelle                                                                  | München        | |  |
| Domenico Francesco Vannucci | 1757, Congregazione degli Angeli Custodi                                                   | Lucca          | als L’uccisione d’Abele |  |
| Giovanni Battista Costanzi  | 1758, 3. Februar 1758, Collegio Germanico                                                  | Rom            | |  |
| Antonio Gaetano Pampani     | 22. März 1758, Accademia Filarmonica                                                       | Venedig        | |  |
| Niccolò Piccinni            | 1758, oratorio della congregazione dell’Oratorio                                           | Neapel         | 1768 im King’s Theatre am Haymarket in London mit zusätzlichen Chören anderer Komponisten |  |
| Angelo del Seaglies         | 1759                                                                                       |                | |  |
| Pietro Maria Crispi         | 11. Februar 1763, Collegio Germanico Ungarico                                              | Rom            | |  |
| Domenico Fischietti         | 1763                                                                                       |                | 1767 in der Hofkapelle Dresden aufgeführt; laut Grove Music Online war dies die Uraufführung |  |
| Giuseppe Calegari           | 1769                                                                                       |                | |  |
| Jan Antonín Koželuh         | 1776, Sacro Ordine Militare de Crocigeri con la Stella Rossa nella Chiesa di San Francesco | Prag           | |  |
| Luigi Gatti                 | 1778                                                                                       | Salzburg       | erste Vertonung, LG 5.3 |  |
| Pietro Morandi              | 13. Juni 1778, chiesa dei padri Minori Osservanti                                          | Matelica       | |  |
| Pedro Avondano              | um 1780                                                                                    |                | |  |
| Giuseppe Giordani           | September 1785, Teatro Pubblico                                                            | Jesi           | auch am 18. April 1786 im Teatro Felicini in Bologna; am 5. September 1788 in Lugo; im März 1790 im Teatro Comunale in Reggio nell’Emilia; am 3. April 1790 in der Accademia nella Nobile Conversazione in Bologna |  |
| Stefano Cristiani           | 1788                                                                                       |                | als L’Abele |  |
| Giovanni Battista Borghi    | 1789, S. Nicola                                                                            | Tolentino      | auch 1800 in Montefano |  |
| Johann Gottlieb Naumann     | 3. April 1790, Hofkapelle                                                                  | Dresden        | |  |
| C. Angelini                 | 1794                                                                                       |                | im Katalog der Biblioteca Archivio della Congregazione dell’Oratorio Rom dem Komponisten Filippo Angelini zugeordnet                                                                                               |  |
| Giovanni Agostino Perotti   | 1794, Oratorio Filippino della Madonna di Galliera                                         | Bologna        | als L’Abele |  |
| Franz Seydelmann            | 1801, Hofkapelle                                                                           | Dresden        | als Der Tod Abels; auch am Karsamstag 1802 in Dresden |  |
| Carl Friedrich Rungenhagen  | 27. September 1841                                                                         | Berlin         | |  |
| Francesco Morlacchi         | April 1821, Hofkapelle                                                                     | Dresden        | |  |
| Luigi Brengeri              | 21. März 1790, Oratorio dei Filippini di Santa Maria in Vallicella                         | Rom            | 1823 in der Congregazione dell’Oratorio in Rom; laut Grove Music Online war das die Uraufführung |  |
| Luigi Gatti                 | 23. Juli 1806 (Widmung)                                                                    | Salzburg       | zweite Vertonung als deutschsprachige „Azione tragico-sacra“ Abels Tod, LG 5.8; vermutlich am 30. Januar 1814 in Salzburg aufgeführt.                                                                              |  |
| Giuseppe Morosini           | unbekannt                                                                                  |                | als Caino, ed Abele |  |
| Pietro Alessandro Guglielmi | unbekannt                                                                                  |                | |  |
| Georg Waßmuth               | unbekannt                                                                                  |                | als Der Tod Abels |  |

## Aufnahmen und Aufführungen in neuerer Zeit
- Pedro Avondano:
  - 2012: Aufführung im Centro Cultural de Belém in Lissabon mit dem Orquestra de câmara Divino Sospiro. Solisten: Emma Kirkby (Eva), Zsuzsi Tóth (Abel), Sandra Medeiros (Caim), David Hansen (Anjo), Ivan Ludlow (Adão).[50]
- Antonio Caldara:
  - 2019: Aufführungen bei den Salzburger Pfingstfestspielen und beim Festival di Musica Sacra in Pavia mit dem Orchester „Il canto d’Orfeo“ und dem Bachchor Salzburg unter der Leitung von Gianluca Capuano. Solisten: Julie Fuchs (Eva), Lea Desandre (Abel), Christophe Dumaux (Caino), Nuria Rial (Angelo), Nahuel Di Pierro (Adamo).[51][52]
- Leonardo Leo:
  - 1961/1995: LP/CD mit dem Orchestra da camera dell’Angelicum und dem Coro Polifonico di Torino unter der Leitung von Carlo Felice Cillario. Solisten: Giuliana Matteini (Abele), Emilia Cundari (Angelo), Adriana Lazzarini (Eva), Ferrando Ferrari (Caino), Paolo Montarsolo (Adamo).[53]
- Johann Gottlieb Naumann:
  - 2001: Konzertante Aufführung im Militärhistorischen Museum Dresden anläßlich des Naumann-Festjahres unter der Leitung von Franns-Wilfrid von Promnitz. Solisten: Gertrud Günther (Eva), Gerald Hupach (Adam), Annekathrin Laabs (Abel), Hans-Udo Vogler (Kain), Felix Uehlein (Engel). Chor: Dresdner Kapellknaben
- Franz Seydelmann:
  - 2006: Szenische Aufführungen im Deutschen Hygiene-Museum in Dresden und zu den Musikfestspielen Dresden. mit der Dresdner Philharmonie, dem Philharmonischen Chor Dresden und dem Philharmonischen Jugendchor Dresden unter der Leitung von Ekkehard Klemm und der Regie von Henriette Sehmsdorf. Solisten: Britta Schwarz (Eva), Ralph Eschrig (Adam), Olaf Bär (Kain), Eric Stokloßa (Abel), Olivia Stahn (Engel).[54]

## Digitalisate
1. ↑  Libretto (italienisch) als Digitalisat beim Münchener Digitalisierungszentrum. In: Opere del signor abate Pietro Metastasio, Band 7, Herissant, Paris 1780, S. 299 ff.
2. 1 2  Peter Obladen: Kain, der Brudermörder Abels (deutsche Übersetzung des Librettos). In: Geistliche Schaubühne. Zweyte verbesserte Auflage. Matthäus Rieger und Söhne, Augsburg und Leipzig 1766. Digitalisat beim Münchener Digitalisierungszentrum, S. 95.
3. ↑  Partitur des Oratoriums von Antonio Caldara als Digitalisat beim International Music Score Library Project.
4. ↑  Libretto (italienisch)  der Oper von Leonardo Leo, Modena 1750. Digitalisat im Corago-Informationssystem der Universität Bologna.
5. ↑  Partitur des Oratoriums von Leonardo Leo als Digitalisat beim International Music Score Library Project.
6. ↑  Libretto (italienisch) des Oratoriums von Innocenzo Gigli, Bologna 1737 als Digitalisat im Museo internazionale e biblioteca della musica di Bologna.
7. ↑  Libretto (italienisch) des Oratoriums von Ambrogio Meli, Florenz 1748 als Digitalisat beim Münchener Digitalisierungszentrum.
8. ↑  Libretto (italienisch) des Oratoriums von Giuseppe Giordani, Bologna 1786 als Digitalisat im Museo internazionale e biblioteca della musica di Bologna.
9. ↑  Libretto (italienisch) des Oratoriums von Giuseppe Giordani, Lugo 1788 als Digitalisat im Museo internazionale e biblioteca della musica di Bologna.
10. ↑  Libretto (italienisch) des Oratoriums von Giuseppe Giordani, Bologna 1790 als Digitalisat im Museo internazionale e biblioteca della musica di Bologna.
11. ↑  Libretto (italienisch) des Oratoriums von Stefano Cristiani, Bologna 1788 als Digitalisat im Museo internazionale e biblioteca della musica di Bologna.
12. ↑  Libretto (italienisch/deutsch) des Oratoriums von Francesco Morlacchi, Dresden 1821 als Digitalisat beim Münchener Digitalisierungszentrum.
13. ↑  Libretto (italienisch) des Oratoriums von Giuseppe Morosini als Digitalisat bei Google Books.